# Ujungjaya (Sumur)
Ujungjaya is een bestuurslaag in het regentschap Pandeglang van de provincie Banten, Indonesië. Ujungjaya telt 3860 inwoners (volkstelling 2010).